# Gürpınar
Gürpınar là một huyện thuộc tỉnh Van, Thổ Nhĩ Kỳ. Huyện có diện tích 4130 km² và dân số thời điểm năm 2007 là 42629 người, mật độ 10 người/km².